# Bernardus van Corleone

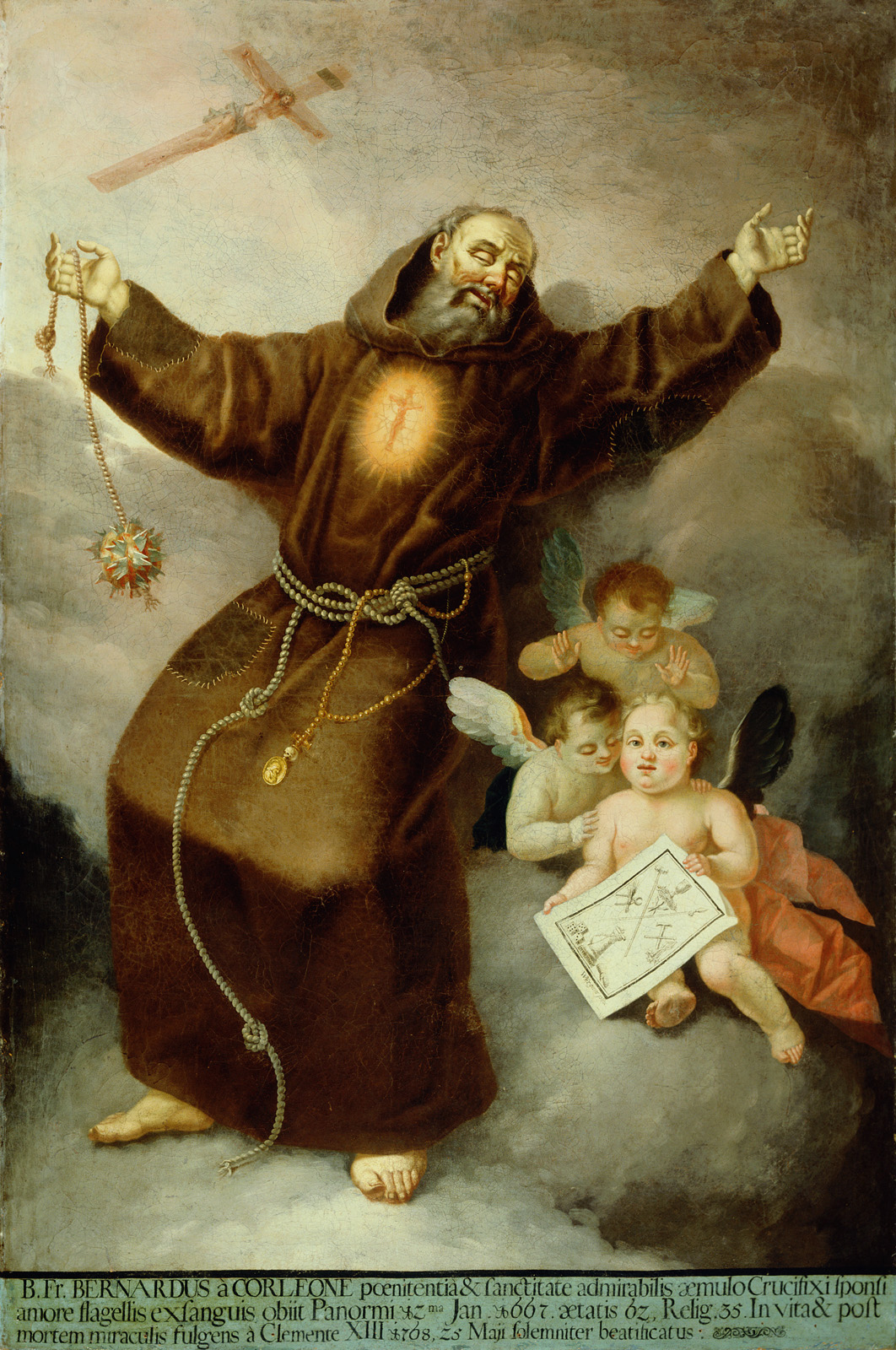
Bernardus

De heilige Bernardus (Corleone, 1605 - Palermo, 12 januari 1667) werd door zijn vader opgeleid tot schoenmaker en handelaar. Maar als levendige jongeman interesseerde hem dit werk niet echt. Na het overlijden van zijn vader verliet hij dus de winkel en in zijn zoektocht naar avontuur begon nam hij de wapens op. Het duurde niet lang voor hij zeer bedreven werd in het zwaardvechten. Hij werd een van de beste zwaardvechters van Sicilië.
Als jonge volwassene bracht hij het grootste deel van zijn tijd door in het oefenen en greep elke kans om zijn zwaard te trekken tegen zijn landgenoten.
Hoewel deze manier van het leven hem ver van God afleidde, waren er toch nobele karaktertrekken waarneembaar bij H. Bernard. Bij de regelmatige twisten waarin hij zich moeide, nam hij het graag op voor de oudere, hulpeloze en weerloze mensen om ze te verdedigen. Hij bezocht regelmatig een kruisbeeld, dat door de mensen zeer geëerd werd, en zorgde ervoor dat er altijd een lamp brandde vóór het beeld. Voorts koesterde hij grote toewijding aan de heilige Franciscus van Assisi.
Op een bepaald moment werd hij uitgedaagd voor een duel, waarin hij zijn tegenstander dodelijk had verwond. Uit schrik voor wraak zocht hij toevlucht bij de Franciscaanse kapucijnen.
Om boete te doen voor zijn zonden, smeekte hij om toegelaten te worden tot de kapucijnen als lekenbroeder en op 13 december 1632 trad hij toe tot het Franciscaans noviciaat. Zoals Bernard zijn lichaam volledig inzette voor eigenzinnige doeleinden, gebruikt hij het nu als een verzoenend offer voor de redding. Hij vastte grotendeels op brood en water.
Bernard had vooral vurige toewijding voor het gebed. Hij koesterde een speciale liefde voor Heilige Maagd Maria, en moedigde anderen aan om hetzelfde te doen. De Heilige Moeder verscheen aan hem en plaatste het Goddelijke Kind in zijn armen.
Zijn biografen verklaarden dat, aangetrokken door de bekendheid van zijn heiligheid, er voor zijn begrafenis zo vele mensen verzamelden die hun stemmen in lof van de overledenen ophieven, dat het eerder een triomfantelijke processie was in plaats van een begrafenisstoet. De talrijke mirakelen die bij zijn graf voorkwamen bevorderden zijn zaligverklaring door paus Clemens XIII in 1767 en daaropvolgende heiligverklaring door paus Johannes Paulus II in 2001.